# Purepecha

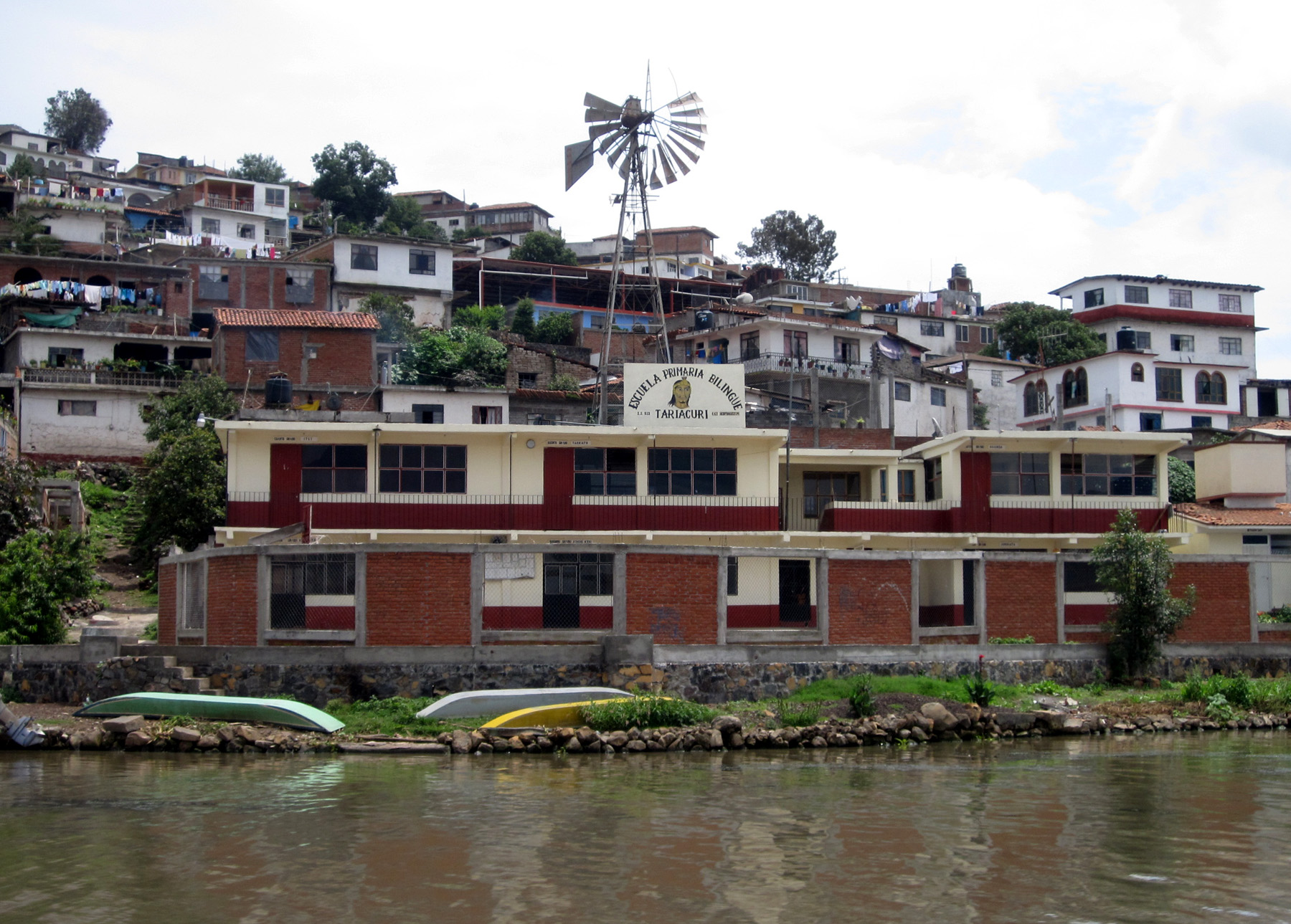
Tvåspråkig skola (purepecha och spanska) i Janitzio, Michoacán.

Purépecha (kallas även tarasco, vilket är spanjorernas tidigare benämning som betyder "svärfar" på purepecha) är ett indianspråk som talas i västra centrala Mexiko. Purépecha talas främst i delstaten Michoacán. Purépecha talades av 124 494 personer enligt Mexikos folkräkning 2010. Det är idag ett skriftspråk genom stöd från Dirección General de Culturas Populares e Indígenas till litteraturtävlingar på indianska språk. Från 1980 har språket en akademi, P'urhe Uandakueri Juramukua med syfte att stärka dess ställning. Sedan 2003 har purepecha varit ett officiellt språk i Mexiko.
Språket skrivs med latinska alfabetet.
Purepecha kan räknas som ett isolatspråk eller som tarascospråken som består av purepecha och västlig högland purepecha som kan räknas som en dialekt av purepecha. Språket anses vara hotat.

## Fonologi

### Konsonanter
|             |             | Labial | Alveolar | Postalveolar | Retroflex | Velar    | Glottal |
| ----------- | ----------- | ------ | -------- | ------------ | --------- | -------- | ------- |
| Nasal       | Nasal       | m      | n        |              |           | ŋ        |         |
| Klusil      | Norm.       | p      | t        |              |           | k ~ kw   |         |
| Klusil      | Asp.        | ph     | th       |              |           | kh ~ kwh |         |
| Affrikat    | Norm.       |        | ts       | tʃ           |           |          |         |
| Affrikat    | Asp.        |        | tsh      | tʃh          |           |          |         |
| Frikativ    | Frikativ    |        | s        | ʃ            |           |          | h       |
| Tremulant   | Tremulant   |        | r        |              | ɽ         |          |         |
| Lateral     | Lateral     |        | l        |              |           |          |         |
| Approximant | Approximant | w      |          | j            |           |          |         |

Källa:

### Vokaler
|             | Främre | Central | Bakre |
| ----------- | ------ | ------- | ----- |
| Sluten      | i      | ɨ       | u     |
| Mellanöppen | e      |         | o     |
| Öppen       |        | a       |       |

Källa: